# Väddö skjutfält
Väddö skjutfält är ett militärt skjutfält som är beläget i Ytterskär i Roslagens skärgård i Norrtälje kommun i Stockholms län.

## Historik
Åren 1939–1940 började Ytterskär på Väddö användas som skjutplats till beredskapsförbanden i Stockholmsregionen. Från 1942 kom Väddö skjutfält att användas av Stockholms luftvärnsregemente (senare benämnd Roslagens luftvärnsregemente/kår) och Luftvärnsskjutskolan. Medan luftvärnsregementet endast hade sina förbandsövningar vid skjutfältet, så hade Luftvärnsskjutskolan under sommarhalvåret hela sin verksamhet förlagd till skjutfältet. Genom försvarsbeslutet 2000 kom luftvärnsregementet i Norrtälje, då benämnt Roslagens luftvärnskår, att upplösas och avvecklas sommaren 2000. Vidare beslutades att Luftvärnsskjutskolan, då benämnd Luftvärnets stridsskola, skulle omlokaliseras till Halmstads garnison. Förvaltningen av skjutfältet övertogs den 1 juli 2000 av Stockholms amfibieregemente, då benämnt Vaxholms amfibieregemente.

## Verksamhet
Väddö skjutfält kom fram till 2000 att användas av de ingående förbanden i Norrtälje garnisonen. Efter att Norrtälje garnison avvecklades kom skjutfältet att användas för artilleriskjutningar och framförallt rörliga markstridsövningar med förband ur amfibiekåren. Skjutfältet har en area på cirka 50.000 hektar, men där endast cirka 400 hektar utgörs av landområde och resterande utgörs av vatten. Skjutfältets riskområdet sträcker sig från Hällskären i Södra Kvarken till Simpnäsklubb och Tjarven i södra Ålands hav. Största riskavståndet är 20.400 meter, ursprungligen avsett för skjutning med 10,5 cm luftvärnskanoner, medan det minsta riskavståndet är 6.000 meter, ursprungligen avsett för skjutning med luftvärnskulsprutor.

### Väddö läger
Vid skjutfältets södra del, i Ytterskär vid Samnäsfjärden, ligger Väddö läger. Lägret byggdes upp i samband med att skjutplatsen togs i bruk. I början av 1940-talet fanns det endast ett mindre antal baracker. Men i regeringens budgetproposition för 1945, föreslogs en större utbyggnad av lägret. Utbyggnaden kom att omfatta förläggningsmöjligheter för omkring 350 sängplatser, militärrestaurang, mässar, förläggningsbyggnader för befäl, förråd, lektions, vakt- och expeditionsbyggnader. I regeringens proposition för budgetåret 1976/1977 föreslogs en större ombyggnad av lägret. Bland annat uppfördes ett nytt truppserviceförråd för vård, utlämning och mottagning av tyg-, intendentur- och sjukvårdsmateriel. En ny övningshall, en biograf, ett flertal olika skolhus uppfördes eller renoverades. Även förläggningsbyggnaderna som bestod av ett barackläger ersattes med nio plutonskaserner.

### Väddö kursgård
Väddö kursgård är en kursgård som ligger i söder om och i direkt anslutning till Väddö läger. Kursgården ägs av Luftvärnets befälsutbildningsförbund, vilka sedan 1957 bedrivit frivillig befälsutbildning och luftvärnsutbildning på kursgården. Kursgården är en av de kvarvarande aktiva inom Försvarsutbildarna.

## Händelser
- 30 maj 2001. Vid Amfibiestridsskolans luftvärnsskjutning på Väddö skjutfält fungerade inte en av robotarna på avsett sätt. Efter att den avfyrats gick den felaktigt ner i vattnet, ändrade bana och flög in över land på Björkö söder om skjutfältet. Ingen person skadades och roboten blev återfunnen senare.[6]
- 8 augusti 2004. Natten mot söndagen väcktes människor i byn Rangarnö ett par kilometer från Väddö skjutfält av en kraftig smäll. Det var värnpliktiga som övade på skjutfältet. Skjutfältet som inte har tillstånd att genomföra sprängningar på helgnätter blev anmält till Länsstyrelsen.